# Demetri III l'Inoportú
Demetri III l'Inoportú (grec antic: Δημήτριος ὁ Ἅκαιρος, Demétrios ho Ákairos), dit també Demetri Filòpator, fou rei selèucida del 95 aC al 88 aC.
Era fill d'Antíoc VIII Grip. A la mort del seu pare el 96 aC, i junt amb tres germans més, va donar suport al germà gran Seleuc VI Epífanes, que es va proclamar rei enfront d'Antíoc IX de Cízic que dominava la capital Antioquia. Seleuc va dominar Cilícia, però fou mort en una revolta popular a Mopsuèstia. Llavors Demetri III es va proclamar rei i va associar al govern als seus germans Antíoc XI Epífanes Filadelf i Felip I Filadelf, i van obtenir el suport del làgida Ptolemeu IX Làtir amb la qual cosa van consolidar el seu domini sobre Cilícia i més tard sobre Síria on Demetri III va prendre Damasc a Antíoc X Eusebi, fill i successor d'Antíoc IX, cap a l'any 92 aC, i circa el 90 aC va establir una mena de protectorat sobre els jueus que va ser efímer.
Segurament l'any 88 aC Demetri va intentar eliminar el seu germà Felip, que es va aliar amb el rei dels parts i amb el rei dels nabateus. Demetri III fou derrotat i empresonat i Filip va assolir el poder en solitari (Antíoc X Eusebi, si encara era viu, ja no representava cap perill). Però el germà petit, Antíoc XII Dionisi, va recollir la successió a Damasc.